# مینیدوکا (آیداهو)
مینیدوکا(به انگلیسی: Minidoka) شهری در شهرستان مینیدوکا ایالت آیداهو است که جمعیت آن در سرشماری سال ۲۰۱۰ میلادی ۱۱۲ نفر بوده است.

## موقعیت جغرافیایی
موقعیت جغرافیایی شهرها و مناطق اطراف به شرح زیر است: